# Brainbow

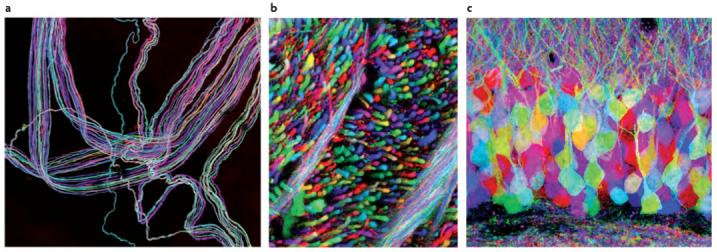
Brainbowによるマウスの脳の画像 Lichtman and Sanes, 2008

Brainbow（ブレインボウ）は蛍光タンパク質によって、脳内の一つ一つの神経細胞が隣り合う神経細胞と区別して観察する手法である。それぞれの神経細胞に緑色蛍光タンパク質から派生した赤、緑、青の蛍光タンパク質を異なる比で発現させることでそれぞれの神経細胞を異なる色で標識することが出来る。この手法は脳内の神経のつながりを研究するconnectomicsの分野に多大な貢献をもたらした。神経経路に関する研究はhodologyとしても知られている。
この手法は2007年の春にJeff W. LichtmanとJoshua R. Sanesによって開発された。彼らは共にHarvard UniversityのMolecular & Cellular Biologyの教授である。彼らはこの手法でマウスの脳を染色し、2007年11月1日にjournal Natureで発表した。近年ではこの手法はDrosophila melanogasterやCaenorhabditis elegansなどの他の生物に対しても応用されている。
既存手法では少数の神経細胞しか標識することが出来なかったが、この手法は100以上の神経細胞を同時に異なる色で発光させることが出来る。Brainbowによる画像はscience photography competitionsの賞を受賞した。

## 開発の歴史

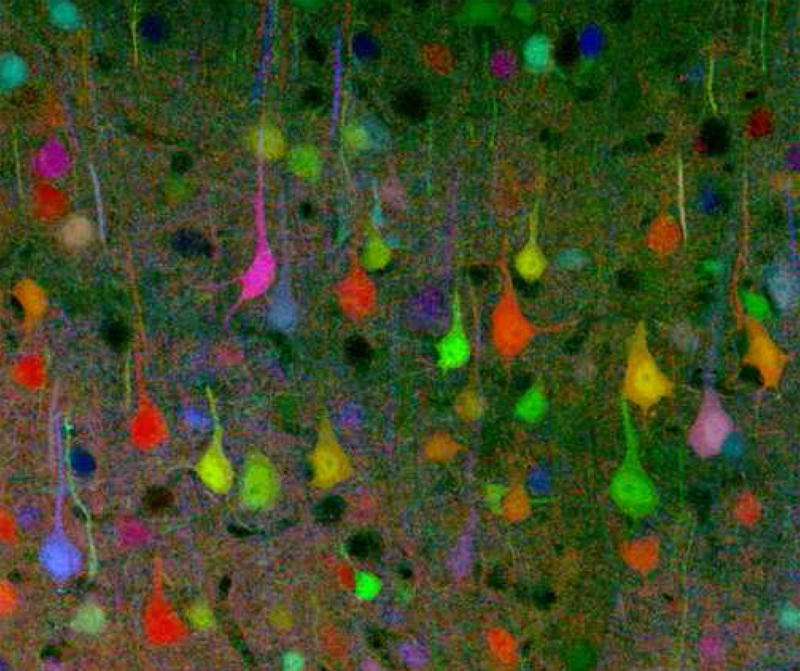
A brainbow of mouse neurons from Smith, 2007

Brainbowのニューロイメージング技術は、2007年にハーバード大学の研究グループによって開発された。 彼らは当時セントルイスのワシントン大学に務めていた。この研究チームのリーダーはJeff W. LichtmanとJoshua R. Sanesであり、彼らは分子細胞生物学を専門とする非常に有名な教授であった。チームは、二段階プロセスによってBrainbowを作成した。
まず、3, 4色の異なる蛍光タンパク質(XFPs)を発現するgenetic constructを生成した。これらの蛍光タンパク質は同時に発現させることが出来る。次に、目的の種のゲノムにその遺伝子を複数導入した。結果として、それぞれの細胞は異なる比の蛍光タンパク質を発現させる。よって、それぞれの神経細胞は異なる色相を持ち、それぞれの神経細胞を標識することが出来る。
Brainbowはゴルジ染色やdye injectionなどのより古典的な神経画像化技術の改善として開発された。これらの古典的手法は脳内の神経回路の複雑なアーキテクチャを視覚化することが困難であり、二色か三色の染色が限界であった。対してBrainbowははるかに柔軟かつ詳細な染色が可能であり、神経細胞の一つ一つをおおよそ100の異なる色相で標識することが出来る。これによって研究者は樹状突起と軸索の振る舞いまで識別することが出来るようになった。このように神経のつながりやパターンの詳細の観察が可能になったことで、研究者は神経細胞の相互作用と生体の行動や機能の関連性にまで言及することが出来るようになった。故に、Brainbowは先行手法が不可能であったことを可能にしたと言える。
神経科学にBrainbowが出現したことにより、研究者は神経経路のマッピングが可能になり、またそれらが生体の精神的な活動や関連する行動にどのような影響を与えるかを調べることが出来るようになった。更なる応用として、Brainbowは神経細胞のマップの違いを解析することで、神経疾患や心理疾患を研究するために用いることが出来る。

## 手法

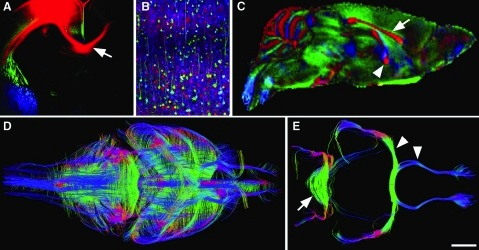
A brainbow of neurons in a mouse embryo (b), as well as some tractographical images of similar neurons (Chédotal and Richards, 2010)

Brainbowの技術はCre-loxP部位特異的組換えを用いる。Cre-loxP部位特異的組換えは組み換え酵素CreがloxP部位を攻撃し染色体を切断し、二つの染色体の鎖を交換する反応である。
最初に開発されたbrainbowはBrainbow-1とBrainbow-2の両手法を用いる。Brainbow-1とBrainbow-2は異なるCre-loxP部位特異的組換えによる手法である。Brainbow-3はBrainbow-1の改良手法であり、2013年に開発された。いずれの手法でも蛍光タンパク質の発現は確率的であり、ランダムに発生させる。
Brainbow-1はloxPによって区切られた位置にそれぞれ異なる蛍光タンパク質 (XFP)の遺伝子を導入する。Cre-loxP部位特異的組換えは同じloxP部位同士でしか組換え反応を起こさないので、全ての組換えの組み合わせに対して異なるDNA配列が生成される。組換え反応後、プロモーターの直後に置かれたXFP領域がデコードされ、蛍光タンパク質が発現する。三つのloxP部位で区切られた四種類のXFPが発現し、四つの異なる蛍光タンパク質が得られる。
Brainbow-2はCre-loxP部位特異的組換えの一つのセグメントから複数の組合せを得られることを利用する。Cre-loxP部位特異的組換えは組換え時にセグメントを元の向きとは逆方向にして結合させることがある。これを利用して、一つのDNAセグメントに逆方向に向いた二つのXFPを配置することで、一セグメントからランダムに二つの異なるXFPを発現させることが出来る。このようなDNAセグメントを二つ並べれば、三通りの配置がありうる。セグメントの一つが切除される場合も含めると、二つのセグメントから四通りの発現がありうる。
Brainbow-3はBrainbow-1のloxP部位をそのままに、RFP, YFP, CFP遺伝子をmOrange2, EGFP, mKate2に置き換えた手法である。mOrange2, EGFP, mKate2が優れる理由は二つある。一つは、これらの蛍光タンパク質は励起スペクトルと蛍光スペクトルが殆ど重ならない。もう一つは、これらの配列はあまり相同性がないので、免疫染色のプロトコルなどで抗体に対して選択的に導入をする場合に有利である。Brainbow-3は同時にファネシル化(farnesylated)したXFPを用いることで、一つの神経細胞の膜が均等に染色されない問題も改善した。
Brainbowを生体に発現させる場合は二体の遺伝子導入させた生物を交配させる必要がある。一体には組み換え酵素Creを、もう一体にはloxPとXFPを導入する。複数のXFP遺伝子を導入し組合せることでおよそ100個の異なる色を発現させることが出来る。これによって神経細胞の一つ一つが確率的に異なる組合せの蛍光タンパク質を発現し、よって異なる色相を持ち、標識される。
Brainbowの蛍光は共焦点顕微鏡による脳断面の撮影によって観察することが出来る。蛍光タンパク質は励起スペクトルにある光子を受けると発光する。このシグナルを赤、緑、青のチャネルのセンサーで検出し、これを解析することで最終的な画像を得る。 この為、異なる色相の神経細胞が重なると正確な画像を得ることが出来なくなるという問題点がある。
2007年の発表以来、Brainbowは主にマウスを使って実験・開発されてきた。しかし近年ではこの手法を他の生物に適応する為の研究も行われている。

## 限界と問題点
あらゆるの神経画像技術と同様に、Brainbowもいくつかの制限がある。Brainbowを用いる為には遺伝子導入をした動物を少なくとも二個体育成し、交配させる必要がある。これは非常に複雑で時間のかかるプロセスである。更に言えば、たとえ遺伝子導入に成功し交配をさせたとして、その子がそれらの遺伝子を継承しているとは限らない。故に、Brainbowは実験の前に緻密な計画が必要になる。
加えて、蛍光タンパク質の発現がランダムである為、蛍光標識を精密に制御することが出来ない。特定の神経細胞が上手く識別することが出来ない可能性がある。
哺乳類は中枢神経系の神経細胞が驚くほどに多様である為、brainbowを用いることが困難である。神経細胞の密度に加え、長い管を持った軸索がある為に中枢神経系の多くの領域は高解像度で観察することが困難である。Brainbowは複雑な細胞間の環境の中である単一の細胞を観察する場合に非常に優れた手法である。しかしながら、光学顕微鏡の分解能の限界のため、神経細胞間のシナプス結合を確実に識別することは容易ではない。ただし、この問題はシナプス接続に標識をつけることである程度回避することが出来る。